# Koncertyna

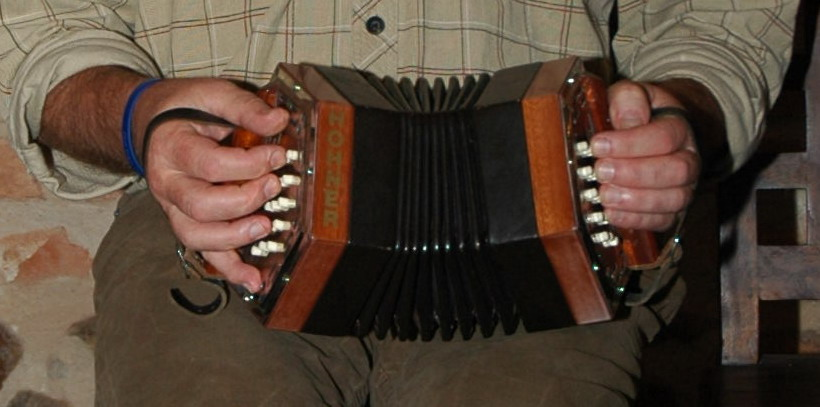
Koncertyna

Koncertyna – instrument muzyczny z grupy idiofonów dętych klawiszowych, rodzaj harmonii ręcznej z klawiaturą guzikową dla obu rąk. 
Wyróżnia się dwie wersje koncertyny: 
- angielską – obustronnie jednogłosową, skonstruowaną przez Charlesa Wheatstone’a w 1829
- niemiecką – opracowaną w 1834 przez Carla Friedricha Uhliga, który znacznie rozszerzył liczbę głosów.

Koncertyna stała się prototypem bandoneonu, od którego zewnętrznie różni się sześciokątnym kształtem (bandoneon ma obudowę czworokątną).